# Rừng tre xa xăm
Rừng tre xa xăm (Tiếng Nhật: 竹林はるか遠く－日本人少女ヨーコの戦争体験記, romaji:Takebayashi haruka tōku - Nihonjin shōjo Yōko no sensō taikenki, dịch nghĩa: Rừng tre xa xăm - Kinh nghiệm trải qua cuộc chiến của thiếu nữ người Nhật Bản Yoko, Tiếng Anh: So Far from the Bamboo Grove, dịch nghĩa: Thật xa khu rừng tre) là một tiểu thuyết tự truyện của tác giả người Nhật kiều Mỹ tên là Kawashima Yoko Watkins (Tiếng Nhật: 川嶋擁子Watkins hoặc katakana: ヨーコ・カワシマ・ワトキンズ, Hán-Việt: Xuyên Đảo Ung Tử Watkins). Xuất bản tại Hoa Kỳ bởi Beech Tree vào tháng 4 năm 1986.
Sách của cô viết ra vào những ngày cuối cùng sau 35 năm Hàn Quốc bị sáp nhập vào Nhật Bản. Bản thân tác giả khi đó đã 11 tuổi, có bố làm quan cho chính phủ Nhật Bản ở Mãn Châu quốc vào cuối Chiến tranh thế giới thứ hai, khi cô trở về Nhật Bản từ khu vực Ranam thuộc Chongjin của phía bắc Bắc Triều Tiên, Seoul và Busan của Hàn Quốc. Tác phẩm là kinh nghiệm tuyệt vọng khi đi qua bán đảo Triều Tiên và những khó khăn sau khi rời khỏi được miêu tả. Trong sách mô tả rất nhiều sự tàn bạo của người Hàn Quốc đối với người Nhật. Rừng tre xa xăm bị Hàn Quốc phản đối mạnh mẽ.
Nó được sử dụng trong nhiều trường học như một tài liệu để giải thích về sự khốn khổ của chiến tranh và là tài liệu giảng dạy trung học cho cấp trung học cơ sở ở Nhật Bản.

## Bản dịch
Hàn Quốc vào năm 2005 đã xuất bản bản dịch của Rừng tre xa xăm với nhan đề 요코 이야기 (Tiếng Hàn: Yoko Iyagi, "Truyện kể Yoko"). Và trong lần in đầu tiên có khoảng 4000 bản. Ban đầu nó được đánh giá tích cực, nhưng sau đó, cuộc tranh cãi về Truyện kể Yoko đã nổ ra và nhà xuất bản đã phải hủy bỏ bản dịch.
Phiên bản tiếng Nhật của Rừng tre xa xăm - Kinh nghiệm trải qua cuộc chiến của thiếu nữ người Nhật Bản Yoko được phát hành từ Nhà xuất bản Heart(Hato) vào ngày 19 tháng 7 năm 2013. Trong ngày 7 tháng 7 năm 2013, bản Nhật ngữ của quyển sách dẫn đầu các sách bán chạy nhất trên Amazon. Phần tiếp theo, Anh trai tôi, Chị gái tôi và Tôi tiếp tục vào năm 2015, được phát hành bởi Heart với tựa đề tiếng Nhật là 続編・竹林はるか遠く- 兄と姉とヨーコの戦後物語(romaji: Zokuhen・Takebayashi Haruka tōku - ani to ane to yōko no sengo monogatari, dịch nghĩa: Tiếp nối・Rừng tre xa xăm - Câu chuyện sau chiến tranh của anh trai, chị gái và Yoko).

## Về tác giả
Tác giả Kawashima Yoko Watkins sinh năm 1933 tại Aomori. Sáu tháng sau khi sinh, cô được cha mình người làm quan tại Đường sắt Nam Mãn Châu đưa đi cùng gia đình đến trấn Ranam ở phía bắc Bắc Triều Tiên (hiện tại là thành phố Thanh Tân của Bắc Triều Tiên). Khoảng thời gian lớn lên ở Triều Tiên, cô được 11 tuổi. Năm 1945, khi thất bại của quân Nhật ở chiến trường Đông Á trở nên trầm trọng, nặng nề. Cuộc di tản hồi hương bắt đầu cùng mẹ và chị gái trở về Nhật Bản qua đường trốn chạy từ Kinh Thành hay Hán Thành(ngày nay quen gọi là Seoul của Hàn Quốc). Sau đó cô được đoàn tụ với anh trai của mình. Sau khi trở về Nhật Bản, cô nhập học tại một trường nữ sinh ở Kyoto. Vừa học tiếng Anh, vừa học văn học Anh tốt nghiệp tại Đại học Kyoto. Sau khi tốt nghiệp, cô làm phiên dịch viên tại căn cứ quân sự Mĩ, sau đó kết hôn và qua Mĩ. Cô đã hoạt động giao lưu, truyền đạt văn hóa Nhật Bản cho trẻ em Mĩ. Năm 1976, Yoko đã hỏi anh trai mình về chi tiết của việc tị nạn lúc đó. Điều này được tóm tắt trong cuốn sách này vào năm 1986 và nằm trọn vẹn trong phần tiếp theo của câu chuyện này là Anh trai tôi, chị gái tôi và tôi.
 

## Tóm tắt cốt truyện
Nhà Kawashima 5 người, mặc dù dưới thời chiến, nhưng sống yên bình trong một thị trấn ở Ranam, phía đông bắc của bán đảo Triều Tiên. Một ngày vào năm 1945 (sau tháng 4), Yoko và Yoshi đang ở bệnh viện quân đội, làm quen với hạ sĩ Matsumura, một người lính bị thương. Vài tuần sau, Matsumura đến thăm nhà Kawashima để cảm ơn, từ đó về sau càng đến thăm nhà Kawashima thường xuyên và thân mật hơn. Trong những ngày này, B-29 đôi khi xuất hiện trong những vụ thả bom xuống phía bắc bán đảo Triều Tiên. Ngoài ra, nhận thấy được dấu hiệu thất bại của quân phiệt Nhật, tổ chức của các lực lượng như quân đội Đảng Cộng sản Triều Tiên, liên minh chủ nghĩa cộng sản của những người Triều Tiên nhằm chống Nhật đã được thiết lập.
Khuya ngày 29 tháng 7 năm 1945, Matsumura nói với gia đình rằng quân đội Liên Xô sẽ đến nơi nên hãy thoát khỏi thị trấn ngay lập tức. Cha và Hideyo không ở đó, quân đội Liên Xô đã tới gần, không còn thời gian để liên lạc với 2 người họ. Lục cả tủ sách, mẹ, Yoko và Yoshi, ba người có hành lý và tài sản tối thiểu, Matsumura khuyên họ lên tàu Chữ Thập Đỏ để rời khỏi Ranam. Tàu sau đó bị ném bom, đã dừng lại ở địa điểm cách 70 km mới đến Seoul. Bởi vì đầu máy đã bị phá hủy, ba người đã xuống tàu, nhằm mục đích đi bộ đến Seoul. Tuy nhiên, trong bán đảo Triều Tiên, di thể những người Nhật Bản, đã đáp trả lại Liên Xô, đã đào tẩu từ Bắc xuống Nam, bị giết bởi binh sĩ của quân Đảng Cộng sản Triều Tiên, bị nhổ răng vàng và lột ra. Mất đất và tài sản của người Nhật Bản. Khi tìm thấy một phụ nữ trẻ Nhật Bản, cô ta đã bị hãm hiếp thậm chí kéo lê trên cỏ và các con hẻm. Nếu họ(ba người) tức giận, họ sẽ bị tấn công trong một nơi ẩn náu, nơi những người Nhật khác cũng tụ tập, và những người tị nạn Nhật Bản xung quanh, họ không thể chống trả, và nó hóa thành một bức tranh địa ngục mà họ có thể chịu đựng trong im lặng ngay cả khi họ đáng lẽ phải nghe thấy tiếng hét.
Cả ba người, chuyển đến Busan bằng tàu hoả, thức ăn, quần áo và chỗ ở rất nghèo, thức ăn là đồ thừa còn sót lại của Bệnh viện Chữ thập đỏ và Quân đội Mỹ. Cắt tóc và ăn mặc như một người đàn ông, bằng cách nào đó Yoko đã sống sót bình an vô sự, quay trở lại Fukuoka bằng phà vào mùa thu. Điều gì đang chờ đợi Yoko sau khi trở về nhà, đó không còn là quê hương xinh đẹp mà Yoko mơ ước. Duy nhất Yoko đi đến Kyoto mà không bị tấn công không kích, ông bà của cả bố và mẹ Yoko, phát hiện ra đã tử vong trong một cuộc không kích ở Aomori, mẹ Yoko bệnh chết ở ga Kyoto. Yoko và Yoshi đã trở thành trẻ mồ côi, tuyệt vọng ăn thức ăn thừa, sóng sót tại nhà ga. Theo lời dặn của mẹ, chỉ đến trường học thôi, nhưng có những đứa trẻ giàu có, nói những lời vô tâm của chúng với Yoko tội nghiệp.
Với sự giúp đỡ thân thiết của ông bà Masuda, và Yoko đã gặp lại Matsumura. Trong khi chị em Yoko xoay xở để tìm nơi ở mới. Chỉ cần tin rằng bố và anh trai của Yoko vẫn còn sống. Mỗi cuối tuần tại cảng Maizuru, Yoko tìm anh trai từ những người di tản từ bán đảo Triều Tiên. Với kế của Matsumura, là nói tên của bố và anh trai lên đài phát thanh để tìm kiếm. Một ngày vào mùa xuân, một người đàn ông ăn mặc như người Triều Tiên, đã trở về nhà của Yoko...

## Nhân vật chính
Tôi (Kawashima Yoko)
Nhân vật chính và tác giả của câu chuyện này. Thiếu nữ 11 tuổi. Biệt danh là "bé tí". Bút danh tiếng Anh của cô là Yoko Kawashima Watkins.
Kawashima Ko (Yoshi)
Chị của Yoko, em của Hideyo. Nữ sinh. 16 tuổi. Một người vui vẻ.
Kawashima Hideyo (Yoshiyo)
Một người anh tốt của Yoshi và cả Yoko. 18 tuổi. Anh ta chuẩn bị có một cuộc kiểm tra trong khi hi vọng làm Thực tập sinh Dự bị Hàng không binh Hải quân, và sống 6 ngày một tuần tại một Công trường Binh khí xa nhà. Vào thời điểm đó, quân đội Liên Xô giải phóng Bán đảo Triều Tiên.
Cha (Kawashima Yoshio)
Cha của ba nhân vật trên. Nhân viên của Đường sắt Nam Mãn Châu. Trong cuộc giải phóng của Liên Xô, ông xa nhà và xa gia đình. Ông đã bị giam giữ 6 năm ở Siberia. Nghề nghiệp và gia đình rất giàu có, và các con có học thư pháp và múa điệu múa Nhật Bản. Xuất thân từ Aomori.
Mẹ
Mẹ của Yoshi và Yoko. Trong cuộc giải phóng của quân đội Liên Xô, bà đến Seoul để trốn thoát về Nhật Bản từ thị trấn Ranam, phía đông bắc của Đế quốc Đại Hàn thuộc Nhật cách biên giới Mãn Châu 80 km. Xuất thân từ Aomori.
Matsumura Hạ sĩ
Là một người lính bị thương. Yoko và Yoshi đã đến thăm và làm quen tại một bệnh viện quân đội, đã diễn kịch an ủi để anh cảm thấy thoải mái. Sau đó, anh nói với gia đình về cuộc giải phóng của quân đội Liên Xô và cho họ cơ hội thoát thân. Ở Nhật Bản, anh có một thân phận giàu có trong kinh doanh đan dệt vải lụa.

## Giải thưởng
Yoko đã được trao tặng Giải thưởng Ánh sáng Văn học cho Trẻ em bởi Hiệp hội Thư viện Công cộng Boston năm 1998. Và Giải thưởng Can đảm Lương tâm của Tu viện Hòa bình.

## Video Clip
- Rừng tre xa xăm ― Kinh nghiệm trải qua cuộc chiến của thiếu nữ người Nhật Bản Yoko trên YouTube - Một video giới thiệu nội dung bản dịch được tạo bởi Heart